# Legislatura de Maine
La Legislatura de Maine (en inglés: Maine Legislature) es la legislatura estatal (órgano encargado del Poder legislativo) del estado de Maine, en Estados Unidos. Es un órgano bicameral compuesto por la Cámara de Representantes de Maine (cámara baja)  y el  Senado de Maine  (cámara alta). La Legislatura se reúne en la Casa del Estado, ubicada en Augusta, donde se reúne desde 1832.
La Cámara de Representantes consta de 151 miembros, cada uno elegido entre distritos electorales de un solo miembro. La Cámara es el único cuerpo legislativo estatal en los Estados Unidos que reserva escaños especiales para los nativos americanos, donde hay tres representantes sin derecho a voto de la nación Penobscot, la tribu Passamaquoddy y la banda Houlton de Maliseets . El Senado incluye un número variable de miembros, que según la Constitución de Maine pueden ser 31, 33 o 35; el número actual es 35.

## Historia
En 1922, Dora Pinkham se convirtió en la primera mujer elegida para la Legislatura de Maine, sirviendo primero en la Cámara y luego en el Senado.
En 1823, la tribu Penobscot envió lo que se cree que es su primer representante al Senado de Maine. En 1842, la tribu Passamaquoddy también envió a su primer representante. Parece que antes de la condición de Estado de Maine, Massachusetts permitió que las tribus enviaran representantes. No se sabe qué papel jugaron los representantes en la legislatura hasta 1907, cuando se empezaron a llevar registros, que incluían documentación de dónde se sentaron los representantes, qué dijeron cuando hablaron y privilegios que les fueron otorgados. Si bien los representantes intentaron lograr un estatus superior en la legislatura, en 1941 se aprobó una ley para remover a los representantes del Salón de la Cámara, lo que significa que tenían muy poco poder, además del poder de persuasión que les otorga estar en la capital. No fue hasta 1975 cuando a los representantes se les permitió una vez más en el salón de la cámara con privilegios para sentarse y hablar. En 1996, los representantes de las tribus intentaron copatrocinar un proyecto de ley, y en 1999 se permitió formalmente a las tribus copatrocinar proyectos de ley. En 2001, este cambio de regla permitió que Donna Loring impulsara un proyecto de ley, "Una ley para exigir la enseñanza de la historia y la cultura de los nativos americanos de Maine en las escuelas de Maine" para exigir a todas las escuelas públicas y privadas del estado que enseñen sobre la historia de Maine, incluida la de nativos Historia americana. Esta ley fue firmada por el gobernador Angus King en 2001. La Houlton Band of Maliseets recibió representación en 2012.
En 2015, Passamaquoddy y Penobscot retiraron a sus representantes de la legislatura en protesta por la creciente tensión entre las tribus y el gobierno estatal, incluido el gobernador Paul LePage . A partir de las elecciones de 2018, solo la tribu Passamaquoddy ha regresado a la legislatura, mientras que los Maliseets se han ido y los Penobscot aún no han regresado.

## Requisitos
Para ser miembro de la Legislatura, uno debe tener al menos 21 años de edad, haber sido ciudadano de los EE. UU durante cinco años, haber sido residente de Maine durante un año, y durante los 3 meses siguientes a la fecha de la elección de esta persona deberá haber sido y durante el período por el cual continuará siendo elegido, un residente en el distrito representado.

## Elecciones
Las elecciones legislativas se llevan a cabo en noviembre de cada año par, durante las elecciones generales del estado. Los plazos para ambas cámaras son de dos años. Desde 1996, los miembros de la Cámara y el Senado están limitados a cuatro mandatos de dos años, un límite consecutivo, en lugar de vitalicio. Los miembros que han cumplido el límite son reelegibles después de dos años.
Hasta 1880, la Legislatura fue elegida por un período de un año. A partir de 1881, entró en vigor una enmienda a la Constitución de Maine para estipular términos de dos años, la duración actual.

## Sesiones
La Legislatura se reúne en dos sesiones separadas. La primera sesión comienza el primer miércoles de diciembre, después de las elecciones generales, y continúa hasta el año siguiente. La segunda sesión comienza el primer martes de enero del próximo año, el mismo año que las próximas elecciones generales. La segunda sesión suele ser corta y se ocupa de un número limitado de proyectos de ley según la Constitución de Maine, que son cuestiones presupuestarias, legislación presentada por el gobernador, proyectos de ley retenidos de la primera sesión, iniciativas ciudadanas y legislación considerada una 'emergencia'. . Según la Constitución, se supone que la legislación de emergencia es una legislación para una necesidad inmediata de proteger la paz, la salud o la seguridad públicas, pero esa disposición a menudo se interpreta de manera amplia.
El gobernador de Maine también puede convocar a la legislatura a una sesión especial para "ocasiones extraordinarias". Además, el gobernador y el presidente del Senado también pueden convocar al Senado a una sesión para confirmar los nombramientos de gobernador.

## Potestades
Como rama legislativa del gobierno del estado de Maine, la Legislatura tiene el poder de hacer leyes, sujeto al veto del Gobernador. La Legislatura, sin embargo, por un voto de dos tercios en cada cámara, puede anular el veto. La Legislatura también tiene el poder de proponer enmiendas constitucionales con un voto de dos tercios en cada cámara; la propuesta debe ser aprobada por la mayoría de los votantes en un referéndum para ser aprobada.
A diferencia de otros estados, la Legislatura es responsable de elegir al fiscal general, al tesorero del Estado y al secretario de Estado. La mayoría de los estados otorgan esta responsabilidad a los nombramientos de gobernador o una elección del pueblo en general.